# Saint-Ouen-sur-Iton

Saint-Ouen-sur-Iton este o comună în departamentul Orne, Franța. În 1 ianuarie 2022 avea o populație de 827 de locuitori.